# 龙江镇 (佛山市)
龙江镇，中国广东省佛山市顺德区的一个镇，是顺德区农业工业兼备的社区，既盛产蚕桑和塘鱼，也是家庭电器的生产地。龍江煎堆也是起源於龍江鎮。
龙江镇以江流曲折纡绕、势若蟠龙而得名。明清时期，龙江分属龙江、龙山、甘竹堡地。中华民国时期，龙江划为「第七区」。中华人民共和国成立至1956年3月，龙江仍称「第七区」。1956年4月改称「龙江区」。1958年2月改称「龙山乡」，同年10月成立「龙山人民公社」。1961年5月起，「龙山」回复「龙江」旧称。1983年11月起，龙江恢复区的建制，1987年2月撤区建镇。
由于「龙江」与「龙岗」在广州话读音上相似，所以龙江镇往往与深圳市龙岗区混淆，但其实两者是没有关系。

## 行政区划
下辖：
龙江社区、龙山社区、排沙社区、陈涌社区、苏溪社区、世埠社区、西溪社区、东涌社区、坦西社区、新华西村、旺岗村、仙塘村、沙富村、集北村、东海村、官田村、麦朗村、西庆村、万安村、南坑村、东头村和左滩村。

## 交通
- 325国道过境。